# Patalkot
Patalkot (nepalski: पातलकोट) – gaun wikas samiti w zachodniej części Nepalu w strefie Seti w dystrykcie Achham. Według nepalskiego spisu powszechnego z 2011 roku liczył on 505 gospodarstw domowych i 2825 mieszkańców (1453 kobiety i 1372 mężczyzn).